# Ripp Zoltán
Ripp Zoltán (1952. július 30.) történész, író, közíró.

## Életpálya
A budapesti Madách Imre Gimnáziumban érettségizett 1970-ben, utána évekig fizikai munkát végzett. 1975-től 1988-ig könyvtáros volt a Párttörténeti Intézetben. Munka mellett folytatta tanulmányait, előbb az egri Ho Si Minh Tanárképző Főiskolán, majd az Eötvös Loránd Tudományegyetem bölcsészkarán szerzett diplomát. 1989-től történész kutató, a Politikatörténet Intézet tudományos munkatársa, 2006-tól nyugdíjazásáig az intézet tudományos osztályának vezetője.
Kutatási területe Magyarország 1945 utáni politikatörténete, elsősorban az 1956-os forradalom, a magyar-jugoszláv kapcsolatok, a korai Kádár-kor, valamint a rendszerváltás története. Számos forráskiadvány, dokumentumkötet-sorozat munkálataiban vett részt. 2007–2008-ban tagja volt az állambiztonsági iratok sorsával foglalkozó ún. Kenedi-bizottságnak. Fő művei a Rendszerváltás Magyarországon 1987–1990. című monográfia és az 1956-os forradalom történetéről kiadott könyvei.
1998-tól rendszeresen jelentek meg publicisztikai írásai. Politikai tanulmányait és esszéit elsősorban a Mozgó Világ folyóiratban adta közre. 2015-ben nyugdíjba vonult, azóta szépirodalommal foglalkozik. Regényei 2019-től jelentek meg.

## Szépirodalmi művek
- Vezeklés nélkül. Regény. Budapest, Ab Ovo Kiadó, 2019
- A zsarnok halála. Pécs, Kronosz Kiadó, 2021

## Szakkönyvek
- Belgrád és Moszkva között. A jugoszláv kapcsolat és a Nagy Imre–kérdés. (1956. november–1959. február).’’ Budapest, PTI, 1994.
- A Magyar Szocialista Munkáspárt ideiglenes vezető testületeinek jegyzőkönyvei. IV. kötet. 1957. május 21–1957. június 24. (Társszerkesztő: Baráth Magdolna.) Budapest, Intera, 1994.
- Szabad Demokraták. Történeti vázlat a Szabad Demokraták Szövetségének politikájáról (1988–1994).’Budapest, Napvilág Kiadó, 1995.
- Magyar–jugoszláv kapcsolatok 1956. Az állami- és pártkapcsolatok rendezése, az októberi felkelés, a Nagy Imre-csoport sorsa. Dokumentumok. (Társszerkesztők: Kiss József, Vida István.) Budapest, MTA Jelenkor-kutató Bizottság, 1995.
- Ötvenhat októbere és a hatalom. A Magyar Dolgozók Pártja vezető testületeinek dokumentumai 1956. október 24–28. (Társszerkesztő: Horváth Julianna.) – Ripp Zoltán: ’A pártvezetés végnapjai 1956. október 23–31. Budapest, Napvilág Kiadó, 1997.
- Magyar–jugoszláv kapcsolatok 1956. december–1959. február. A magyar–jugoszláv kapcsolatok és a Nagy Imre-csoport sorsa. Dokumentumok. (Társszerkesztők: Kiss József, Vida István.) Budapest, MTA Jelenkor-kutató Bizottság, 1998.
- A rendszerváltás forgatókönyve. Kerekasztal-tárgyalások 1989-ben. Dokumentumok. I–VIII. kötet. (Társszerkesztők: Bozóki András, Elbert Márta, Kalmár Melinda, Révész Béla, Ripp Erzsébet.) 1–4. kötet: Budapest, Magvető, 1999.; 5–8. kötet: Új Mandátum Kiadó, 1999–2000.
- 1956. Forradalom és szabadságharc Magyarországon. Budapest, Korona Kiadó, 2002.
- Rendszerváltás Magyarországon 1987–1990. Budapest, Napvilág Kiadó, 2006.
- Eltékozolt esélyek? A rendszerváltás értelme és értelmezései.’Budapest, Napvilág Kiadó, 2009.
- Kérdések és válaszok a Kádár-korról. (Társszerzők: Feitl István, Mitrovits Miklós, Takács Róbert.) Budapest, Napvilág Kiadó, 2013.
- Kérdések és válaszok 1956-ról. (Társszerzők: Eörsi László, Feitl István, Standeisky Éva.) Budapest, Napvilág Kiadó, 2015.
- Parlamenti választási kampányok Magyarországon. (Társszerzők: Feitl István, Ignácz Károly, Kedves Gyula, Ciegler András.) Budapest, Napvilág, 2016.
- Kérdések és válaszok a rendszerváltásról. (Társszerzők: Antal Attila, Botos János, Feitl István, Takács Róbert.) Budapest, Napvilág Kiadó, 2019.

## Történelmi tanulmányok
- Az MSZMP legitimációja a Kádár-korszak kezdetén. Mozgó Világ, 1997. 11. sz.
- Az ideiglenes korszak vége. MSZMP, 1957. május–június. Társadalmi Szemle, 1993. 11. sz.
- Hungary’s Part in the Soviet–Yugoslav Conflict, 1956–58. Contemporary European History, Cambridge University Press, 7, 2. 1998.
- Példaképből ellenség. A magyar kommunisták viszonya Jugoszláviához 1947–1948. In A fordulat évei 1947–1949.  Bp. 1956-os Intézet, 1998.
- Liberálisok és szocialisták a rendszerváltozásban. A Szabad Demokraták Szövetsége és a Magyar Szocialista Párt viszonya 1989–1994. Múltunk , 1998. 3–4. sz.
- Restauráció és centrumpolitika. A Kádár-korszak első évei. Rubicon, 1998. 1. sz.
- Egység és megosztottság: az ellenzék viszonya az MSZMP-hez a kerekasztal-tárgyalásokon. In A rendszerváltás forgatókönyve. 7. kötet. Budapest, Új Mandátum Kiadó, 2000.
- 1956 emlékezete és az MSZMP. Múltunk, 2002. 1. sz.
- The Hungarian Socialist Workers’ Party: Towards The Multiparty System. In Regimes and Transformations. Hungary in the Twentieth Century. Budapest, Napvilág Kiadó, 2005.
- A köztársaság létrehozása 1989-ben. Múltunk, 2005. 2. sz.
- A magyar–jugoszláv–szovjet kapcsolatok és a Nagy Imre-csoport sorsa 1953–1958. (Társszerzők: Marelyin Kiss József, Vida István.) Századok, 2006. 5. sz.
- Magyar Köztársaság 1989. In Demokratikus köztársaságok Magyarországon. Budapest, Napvilág Kiadó, 2007.
- Jugoszlávia. In Evolúció és revolúció. Magyarország és a nemzetközi politika 1956-ban. Budapest, 1956-os Intézet – Gondolat Kiadó, 2007.
- Rendszerváltás – rendszerbomlás. In Rendszerváltás és Kádár-korszak’. Budapest, ÁBTL – Kossuth Kiadó, 2008.
- Modellváltókból rendszerváltók – az MSZMP útja a demokráciához. In MTA–ELTE Pártok, Pártrendszerek, Parlamentarizmus Kutatócsoport évkönyve, 2009.
- Rendszerváltás a fővárosban – 1990. In Önkormányzati választások Budapesten 1868–2010.  Budapest, Napvilág Kiadó, 2010.
- Állambiztonsági reformtervek 1989-ben a kerekasztal-tárgyalások idején. In Megértő történelem. Budapest, L’Harmattan Kiadó, 2011.
- Az MSZMP és a munkástanácsok. In: Háborúk, békék, terroristák. Budapest, ELTE, 2012.
- A magyar rendszerváltás helye a nagy átalakulásban. In Megroppan a világrend 1989–1991. Budapest, Argumentum, 2013.
- Volt-e kádárizmus? Ideológia és praxis. In Kádár János és a huszadik századi magyar történelem. Budapest, Napvilág Kiadó, 2012.
- Lukács György és a magyar október. In A forradalom végtelensége. Lukács György politika- és társadalomelmélete. Budapest, L’Harmattan, 2016.

## Politikai esszék, tanulmányok
- A szociáldemokrácia állásáról. Mozgó Világ, 1999. 10. sz.
- Törésvonalak és stratégiák. Mozgó Világ, 2000. 1. sz.
- A belső koalíció. Irányzatok, érdekek, politikai tagoltság az MSZP-ben. Mozgó Világ,2000. 11. sz.
- A Fidesz-ideológia és a történelem. Esély, 2001. 4. sz.
- Fidesz-világ Magyarországon. In 4 év tévúton. Budapest, 2002.
- Renitensek a listán. Mozgó Világ, 2002. 3. sz.
- Szocialisták – a győzelemre készülés nehézségei. In: Magyarország politikai évkönyve 2002.
- Szociáldemokrácia a rendszerváltás után. Tézisek tizenhárom év történetéről. Mozgó Világ, 2003. 7. sz.
- Győzelmek keserves éve: az MSZP 2002-ben. Magyarország politikai évkönyve 2003.
- Pártrendszerváltás. Tizenöt év: az egypártrendszerből a kétpártrendszer felé. Mozgó Világ, 2004. 2. sz.
- Apokalipszis mostanában. Gondolatok a Magyar Szocialista Válságpártról. Mozgó Világ, 2004. 9. sz.
- Hazugság a magyar politikában. Mozgó Világ, 2005. 1. sz.
- Az MSZP 2005-ben. Magyarország politikai évkönyve 2006.
- Haza a mélyben. Mozgó Világ, 2007. 1. sz.
- A szocialisták identitásproblémái. Mozgó Világ, 2007. 7. sz.
- Gyűlöletpolitika Magyarországon. Mozgó Világ, 2008. 5. sz.
- Rendszerváltók változásai. Mozgó Világ, 2009. 1. sz.
- Változó stratégiák: az MSZP 2008-ban. Magyarország politikai évkönyve 2008-ról.
- Hunniában készülget valami. Mozgó Világ, 2009. 10. sz.
- A Magyar Szocialista Párt 2009-ben. Magyarország politikai évkönyve 2009-ről.
- Egy szürke eminenciás színeváltozásai. Mozgó Világ, 2010. 1. sz.
- Bukás és elmaradt megújulás: az MSZP 2010-ben. Magyarország politikai évkönyve 2010-ről.
- A rendszerellenzékiség dilemmái és a kiútkeresés. Mozgó Világ, 2011. 8. sz.
- Hazánk, Orbanisztán. Mozgó Világ, 2013. 1. sz.
- Az ellenzéki felelősségről. Mozgó Világ, 2013. 5. sz.
- Ellenzék a centrális erőtérben – a maffiaállam ellenzéke. In Magyar polip. A poszkommunista maffiaállam 2. Budapest, 2014.